# Calle Dálmatas 101
Calle Dálmatas 101 (101 Dalmatian Street en inglés) es una serie de televisión producida por Passion Animation Studios y Atomic Cartoons. La serie se basa libremente en la novela Los Ciento y Un Dálmatas de Dodie Smith y su franquicia cinematográfica. Es la segunda serie de televisión, después de 101 dálmatas: la serie, que se basa en la franquicia. La serie se desarrolla casi 60 años después de la película original de 1961, 101 Dálmatas.
La serie sigue a una gran familia de 101 dálmatas que viven en la dirección del título en Camden Town, Londres. Se estrenó en Disney Channel en el Reino Unido el 18 de marzo de 2019 y transmitió su capítulo final el 22 de febrero de 2020 en Reino Unido. En Latinoamérica se estrenó la serie en Disney Channel el día 2 de junio de 2019 y finalizó el 23 de agosto de 2020. La serie fue retransmitida a través de Disney Junior desde el 2 de noviembre de 2020 y fue retirada de la programación en enero del 2022, debido a los bajos números de audiencia.

## Trama
Calle Dálmatas 101 se centra en una gran familia de 99 cachorros dálmatas cuyos nombres comienzan con la letra "D", y sus padres, Doug (Rhashan Stone) y Delilah (Ella Kenion), el último de los cuales es descendiente de Pongo y Perdita. A menudo dejan a los hermanos gemelos mayores, Dylan (Josh Brener) y Dolly (Michaela Dietz), a cargo mientras están ocupados en el trabajo. Los dálmatas viven solos en 101 Dalmatian Street, ubicada en Camden Town, Londres, en el siglo XXI, sin supervisión humana, ya que su propietario Dodie Smith, una excéntrica multimillonaria, les dejó su casa y se fue a vivir a una isla.

## Doblaje
| Personaje                      | Actor original      | Doblaje para Latinoamérica                                                  | Doblaje para España             |
| ------------------------------ | ------------------- | --------------------------------------------------------------------------- | ------------------------------- |
| Dylan                          | Josh Brener         | José Ángel Torres                                                           | Sarah García                    |
| Dolly                          | Michaela Dietz      | Dafne Gallardo                                                              | Vera Bosch                      |
| Delilah                        | Ella Kenion         | Rosalba Sotelo                                                              | Catherina Martínez              |
| Doug                           | Rhashan Stone       | Salvador Chantrés García                                                    | Abraham Novillo                 |
| Dizzy                          | Nefeli Karakosta    | Lucy Hernández (lead voice) Victoria Céspedes Legarreta (provisional voice) | Blanca "Neri" Hualde            |
| Dee Dee                        | Florrie Wilkinson   | Victoria Céspedes Legarreta (lead voice) Lucy Hernández (provisional voice) | Mayte Mira                      |
| Dawkins                        | Rhys Isaac-Jones    | Nicolás Calderón                                                            | Elena Palacios                  |
| Dante                          | Kyle Soller         | Luis Fernando Orozco                                                        | Raúl Pérez                      |
| Diesel                         | Bert Davis          | Sebastián López Gil                                                         | Patricia Rada                   |
| Destiny                        | Lauren Donzis       | Melissa Gutiérrez                                                           | Sandra Jara                     |
| Dallas                         | Abigail Zoe Lewis   | Pamela Mendoza                                                              | Laura Pastor                    |
| Déjà Vu                        | Lauren Donzis       | Regina Tiscareño                                                            | Lorena Mendo                    |
| Delgado                        | Jack Binstead       | Oliver Díaz                                                                 | Sara Vivas                      |
| Deepak                         | Nikhil Parmar       | Alberto Bernal                                                              | Isacha Mengibar                 |
| D.J                            | Maxwell Apple       | Brandon Santini                                                             | Milagros Fernández              |
| Da Vinci                       | Akiya Henry         | Mariana Otriz                                                               | Amalia Cantarero                |
| Clarissa                       | Harriet Carmichael  | Lourdes Arruti                                                              | Mar Jorcano                     |
| Arabella                       | Aimee-Ffion Edwards | Claudia Motta                                                               | Celia Sánchez Ortiz             |
| Roxy                           | Akiya Henry         | Liliana Barba                                                               | Gloria Muñoz                    |
| Snowball Bola de nieve (LA/ES) | Daniela Denby-Ashe  | Irene Jiménez                                                               | Ingrid Elwes                    |
| Fergus                         | Conor MacNeill      | Carlo Vázquez                                                               | Álvaro Ramos Toajas             |
| Sid                            | Doc Brown           | Miguel Ángel Ruiz                                                           | Néstor Moreno                   |
| Big Fee Gran Fee (LA)          | Aimee-Ffion Edwards | Alberto Bernal                                                              | Juan Enrique Palacios Fernández |
| Pearl                          | Tameka Empson       | Gabriela Guzmán                                                             | Yolanda Portillo                |

## Temporadas
| Temporada | Temporada | Episodios | Reino Unido         | Reino Unido           | Latinoamérica      | Latinoamérica        | España              | España             |
| Temporada | Temporada | Episodios | Comienzo            | Final                 | Comienzo           | Final                | Comienzo            | Final              |
| --------- | --------- | --------- | ------------------- | --------------------- | ------------------ | -------------------- | ------------------- | ------------------ |
|           | 1         | 26 (52)   | 18 de marzo de 2019 | 22 de febrero de 2020 | 2 de junio de 2019 | 23 de agosto de 2020 | 23 de marzo de 2019 | 1 de enero de 2021 |

### Temporada 1 (2019-2020)
Esta temporada tendrá 52 episodios de 11 minutos, que también consistirán en cinco especiales de dos partes.
| No. | Temp. | Título | Dirigido por                  | Escrito por                   | Estreno en el Reino Unido                             | Estreno en Latinoamérica                       | Estreno en España                                     | Código |
| --- | ----- | --- | ----------------------------- | ----------------------------- | ----------------------------------------------------- | ---------------------------------------------- | ----------------------------------------------------- | ------ |
| 1 | 1A    | «El mejor amigo del perro (LA/ES)» «Dog's Best Friend»                                                                                   | Miklos Weigert                | Giles Pilbrow                 | 14 de diciembre de 2018 (Adelanto)18 de marzo de 2019 | 2 de junio de 2019                             | 22 de diciembre de 2018 (Adelanto)23 de marzo de 2019 | 101    |
| Después de ver a Clarissa, la corgi haciendo que su humano Hugo haga las tareas domésticas, Dizzy y Dee Dee ayudan a Dylan a conseguir una "mascota" humana para que pueda ayudar con las tareas domésticas.                                  |       | |                               |                               |                                                       |                                                |                                                       |        |
| 2 | 1B    | «Noche explosiva (LA)» «Noche de explosiones (ES)» «Boom Night»                                                                          | Miklos Weirgert               | Kirsty Peart & Jets Kedward   | 18 de marzo de 2019                                   | 2 de junio de 2019                             | 23 de marzo de 2019                                   | 102    |
| Cuando Doug cierra toda la casa y le dice a Dylan que mantenga a todos a salvo, Dolly se las ingenia para escapar, y Dylan debe enfrentar su miedo a la noche explosiva para buscarla.                                                        |       | |                               |                               |                                                       |                                                |                                                       |        |
| 3 | 2A    | «Los cachorros tiene el poder (LA)» «El poder de los cachorros (ES)» «Power to the Puppies»                                              | Miklos Weirgert               | Baljeet Rai                   | 19 de marzo de 2019                                   | 5 de junio de 2019                             | 30 de marzo de 2019                                   | 103    |
| Cuando Dylan y Dolly están en constante desacuerdo para cuidar a los cachorros, deciden hacer sus propias campañas de elección, sin embargo Diésel, el líder más improbable termina ganando las elecciones.                                   |       | |                               |                               |                                                       |                                                |                                                       |        |
| 4 | 2B    | «¿Quién perros te crees que eres?(LA)» «¿Que perro te has creído que eres? (ES)» «Who the Dog Do You Think You Are?»                     | Miklos Weirgert               | Ciaran Morrison & Mick O’Hara | 20 de marzo de 2019                                   | 6 de junio de 2019                             | 30 de marzo de 2019                                   | 104    |
| Dylan descubre que tiene está relacionado con la realeza y Clarisa empieza a hacer planes para convertirse en Princesa a partir de Dylan. |       | |                               |                               |                                                       |                                                |                                                       |        |
| 5 | 3A    | «Una loca aventura (LA)» «Un paseo por el lado más bestia (ES)» «Walkies on the Wild Side»                                               | Miklos Weirgert               | Ciaran Morrison & Mick O’Hara | 21 de marzo de 2019                                   | 7 de junio de 2019                             | 6 de abril de 2019                                    | 105    |
| Después de ser fastidiado por Dolly por estar demasiado domesticado, Dylan se compromete a demostrarle que el puede ser salvaje. |       | |                               |                               |                                                       |                                                |                                                       |        |
| 6 | 3B    | «Obsesión por las nueces (LA)» «Puede contener nueces (ES)» «May Contain Nuts»                                                           | Miklos Weirgert               | Giles Pilbrow                 | 25 de marzo de 2019                                   | 10 de junio de 2019                            | 6 de abril de 2019                                    | 106    |
| Dolly se inspira por el Maestro de parkour Sid, y le pide que le enseñe sus movimientos. |       | |                               |                               |                                                       |                                                |                                                       |        |
| 7 | 4A    | «Divertilandia invernal (LA)» «Winter Diverland (ES)» «Winter Funderland»                                                                | Miklos Weirgert               | Nicole Plagia                 | 26 de marzo de 2019                                   | 11 de junio de 2019                            | 13 de abril de 2019                                   | 107    |
| Cuando la tormenta de nieve del siglo no sale como se espera, Dolly decide tomar el asunto en sus patas y convierte la casa en una maravillosa tierra congelada.                                                                              |       | |                               |                               |                                                       |                                                |                                                       |        |
| 8 | 4B    | «Día nevado (LA)» «Día de nieve (ES)» «Snow Day»                                                                                         | Miklos Weirgert               | Josh & Jerome                 | 27 de marzo de 2019                                   | 12 de junio de 2019                            | 13 de abril de 2019                                   | 108    |
| Londres tiene una tormenta de nieve, así que la familia puede tener un poco de diversión, pero la crisis aparece cuando Dylan y Dolly tienen diferencias con sus padres para alistar a los cachorros.                                         |       | |                               |                               |                                                       |                                                |                                                       |        |
| 9 | 5A    | «La pareja perfecta (LA)» «Pareja perfecta (ES)» «Perfect Match»                                                                         | Miklos Weirgert               | Jess Kedward & Kirsty Peart   | 28 de marzo de 2019                                   | 13 de junio de 2019                            | 20 de abril de 2019                                   | 109    |
| Dylan se petrifica cuando Roxy, la mejor amiga de Dolly le revela que está enamorada de él. Dolly intenta forzar esa relación pero pronto se arrepiente.                                                                                      |       | |                               |                               |                                                       |                                                |                                                       |        |
| 10 | 5B    | «Bomberos al rescate (LA)» «Toda entusiasmada (ES)» «All Fired Up»                                                                       | Miklos Weirgert               | Suzanne Lang                  | 1 de abril de 2019                                    | 14 de junio de 2019                            | 20 de abril de 2019                                   | 110    |
| Dolly va con su papá al trabajo, donde espera ver combates de incendio y mucha acción pero se lleva una gran decepción al solo ver archivos y protocolos.                                                                                     |       | |                               |                               |                                                       |                                                |                                                       |        |
| 11 | 6A    | «Fraude poético (LA)» «Engaño de poesía (ES)» «Poetry Scam»                                                                              | Miklos Weirgert               | Josh & Jerome                 | 2 de abril de 2019                                    | 17 de junio de 2019                            | 27 de abril de 2019                                   | 111    |
| Dolly dice haber escrito el poema de Dylan para impresionar a Hansel, pero las cosas se salen de control cuando este le pide que recite su supuesto poema en público, ¿podrá mantener la mentira - o la verdad saldrá a la luz?               |       | |                               |                               |                                                       |                                                |                                                       |        |
| 12 | 6B    | «Cuidado con lo que deseas (LA)» «Desenamorado (ES)» «Crushed Out»                                                                       | Miklos Weirgert               | Kirsty Peart & Jess Kedward   | 3 de abril de 2019                                    | 9 de septiembre de 2019                        | 27 de abril de 2019                                   | 112    |
| Dylan, desesperado por conquistar a su amor Portia, decide cambiar por completo quien es, pero cuando tiene a la chica, se da cuenta de que es un verdadero caso de te cuidado con lo que deseas.                                             |       | |                               |                               |                                                       |                                                |                                                       |        |
| 13 | 7A    | «Día de chicas (LA/ES)» «Girl’s Day Out»                                                                                                 | Miklos Weirgert               | Jacqueline Moody              | 4 de abril de 2019                                    | 18 de junio de 2019                            | 4 de mayo de 2019                                     | 113    |
| En el día de las madres, después de haber recibido una alergia por regalo, Doug decide darles a Delilah y Dolly un día en el spa para que se reconcilien.                                                                                     |       | |                               |                               |                                                       |                                                |                                                       |        |
| 14 | 7B    | «El factor Wuaf (LA)» «El factor ladrido (ES) » «The Woof Factor»                                                                        | Miklos Weirgert               | Bianca Ansems                 | 22 de abril de 2019                                   | 19 de junio de 2019                            | 4 de mayo de 2019                                     | 114    |
| Dylan, Dolly y Deepack tratan de convertirse en estrellas famosas como Triple D. |       | |                               |                               |                                                       |                                                |                                                       |        |
| 1516 | 8     | «Nariz de detective (LA)» «Trabajo de olfato (ES)» «The Nose Job»                                                                        | Miklos Weirgert               | Giles Pilbrow                 | 23 de abril de 201924 de abril de 2019                | 21 de junio de 2019                            | 18 de mayo de 2019                                    | 115116 |
| Después de un concurso anual de olfato, un crimen fue cometido en el parque y Perla cree que un perro del 101 de la calle dálmata lo cometió. Dylan toma el roll de detective, pero Diesel, con un súper sentido del olfato lo quiere ayudar. |       | |                               |                               |                                                       |                                                |                                                       |        |
| 17 | 9A    | «Mi bella Dolly (LA)» «Mi estirada Dolly (ES)» «My Fair Dolly»                                                                           | Miklos Weirgert               | Maria O’Louthlin              | 25 de abril de 2019                                   | 10 de septiembre de 2019                       | 25 de mayo de 2019                                    | 117    |
| Cuando Clarissa desafía a Dolly a competir en una competencia canina, ella se toma enserio las cosas, que casi olvidas quien es realmente. |       | |                               |                               |                                                       |                                                |                                                       |        |
| 18 | 9B    | «Pulgamagedón (LA)» «Pulga-magedón (ES)» «Flea-Mageddon»                                                                                 | Miklos Weirgert               | Nicole Paglia                 | 29 de abril de 2019                                   | 11 de septiembre de 2019                       | 25 de mayo de 2019                                    | 118    |
| Un brote de pulgas ataque en la casa Dálmata y Dylan obliga a todos los infectados a ponerse en cuarentena, pero la fuente del brote resulta ser una sorpresa.                                                                                |       | |                               |                               |                                                       |                                                |                                                       |        |
| 19 | 10A   | «Un caos real a la medida (LA)» «Un real alboroto (ES)» «A Right Royal Rumble»                                                           | Jez Hall                      | Ciarán Morrison & Mick O’Hara | 17 de agosto de 2019                                  | 12 de septiembre de 2019                       | 18 de mayo de 2019                                    | 119    |
| Los Corgis reales harán un paseo y la familia dálmata está emocionada, pero cuando Clarissa construye una plataforma que les bloquea la vista, depende de Dylan y Dolly hacer que sus hermanos vean el desfile.                               |       | |                               |                               |                                                       |                                                |                                                       |        |
| 20 | 10B   | «Dálmarcianos (LA)» «Dal-Marcianos (ES)» «Dal-Martians»                                                                                  | Jez Hall                      | Ciarán Morrison & Mick O’Hara | 18 de agosto de 2019                                  | 13 de septiembre de 2019                       | 1 de junio de 2019                                    | 120    |
| Dolly y Dawkins cansados de Dylan, deciden jugarle una broma al hacerlo creer que aliens han aterrizado en la Tierra. |       | |                               |                               |                                                       |                                                |                                                       |        |
| 21 | 11A   | «La vocación de Destiny, Dallas y Déjà Vu (LA)» «Una cita con Destiny... Dallas y Dejávù (ES)» «A Date with Destiny... Dallas y Déjà Vu» | Dez Hall                      | Giles Pilbrow                 | 24 de agosto de 2019                                  | 16 de septiembre de 2019                       | 8 de marzo de 2020                                    | 121    |
| Dylan se preocupa por la seguridad de Triple D, cuando incrementa el riesgo en sus trabajos de actuación |       | |                               |                               |                                                       |                                                |                                                       |        |
| 22 | 11B   | «El Guau Miau (LA)» «El guau de miau (ES)» «The Wow of Miaow»                                                                            | Jez Hall                      | Giles Pilbrow                 | 25 de agosto de 2019                                  | 17 de septiembre de 2019                       | 8 de marzo de 2020                                    | 122    |
| Deepack sintiéndose incomprendido por su familia por su admiración por el Gurú Miau, decide mudarse con su vecino felino, Constantin. |       | |                               |                               |                                                       |                                                |                                                       |        |
| 23 | 12A   | «La ventana del miedo (LA)» «La ventana del fisgoneo (ES)» «Fear Window»                                                                 | Jez Hall                      | Kirsty Peart & Jess Kedward   | 13 de agosto de 2019                                  | 3 de diciembre de 2019                         | 6 de abril de 2020                                    | 123    |
| Dolly de quedarse en cama para recuperarse de una lesión y para entretenerse, espía a los vecinos. |       | |                               |                               |                                                       |                                                |                                                       |        |
| 24 | 12B   | «La perrera (LA/ES)» «The Dog House» | Jez Hall                      | Jacqueline Moody              | 1 de septiembre de 2019                               | 5 de diciembre de 2019                         | 6 de abril de 2020                                    | 124    |
| Clarissa pone en marcha su plan para deshacerse de los Dálmatas de una vez por todas, al enviarlos a la perrera. |       | |                               |                               |                                                       |                                                |                                                       |        |
| 2526 | 13    | «Un verano para recordar (LA/ES)» «A Summer to Remember»                                                                                 | Frédéric Martin               | Giles Pilbrow                 | 7 de septiembre de 2019                               | 10 de diciembre de 201911 de diciembre de 2019 | 8 de abril de 2020                                    | 129130 |
| La familia decide hacer un viaje de vacaciones, sin embargo esas vacaciones resultan ser todo, menos relajantes, por cosas como buscar tesoros en una peligrosas cueva u quedarse atrapados en una isla, en medio de una tormenta.            |       | |                               |                               |                                                       |                                                |                                                       |        |
| 27 | 14A   | «Día de lenguas largas (LA)» «Día de la lengua fuera (ES)» «Long Tongue Day»                                                             | Jez Hall                      | Ciarán Morrison & Mick O’Hara | 8 de septiembre de 2019                               | 6 de diciembre de 2019                         | 7 de abril de 2020                                    | 125    |
| Los cachorros deben lidiar con el día más caluroso de todos. |       | |                               |                               |                                                       |                                                |                                                       |        |
| 28 | 14B   | «Perrita Da Vinci (LA)» «Cuatro patas Da Vinci (ES)» «Doggy Da Vinci»                                                                    | Jez Hall                      | Nicole Paglia                 | 14 de septiembre de 2019                              | 9 de diciembre de 2019                         | 7 de abril de 2020                                    | 126    |
| Da Vinci se siente presionada cuando Dylan y Dolly la obligan a pintar camisetas para reparar un muro, por lo que escapa para hacer arte callejero que causa sensación en los humanos de Camden.                                              |       | |                               |                               |                                                       |                                                |                                                       |        |
| 2930 | 15    | «Londres, tenemos un problema (LA/ES)» «London, We Have a Problem»                                                                       | Jez Hall                      | Maria O’Loughlin              | 15 de septiembre de 2019                              | 2 de diciembre de 20194 de diciembre de 2019   | 8 de marzo de 2020                                    | 127128 |
| Hunter y Dylan se vuelven mejores amigos cuando descubren que tienen mucho en común, pero resulta ser una trampa. |       | |                               |                               |                                                       |                                                |                                                       |        |
| 31 | 16A   | «Es mi fiesta (LA/ES)» «It’s My Party»                                                                                                   | Jez Hall                      | Suzanne Lang                  | 21 de noviembre de 2019                               | 12 de diciembre de 2019                        | 9 de abril de 2020                                    | 131    |
| Dylan, Dolly y Diesel deben hacerles fiestas individuales a Triple D (Destiny, Dallas y Déjà Vu). |       | |                               |                               |                                                       |                                                |                                                       |        |
| 32 | 16B   | «Un zorro en casa de los perros (LA)» «Zorro en casa de perros (ES)» «Fox in the Dog House»                                              | Frédéric Martin               | Rebecca Hobbs                 | 22 de septiembre de 2019                              | 13 de diciembre de 2019                        | 9 de abril de 2020                                    | 132    |
| Después de quedar lastimado de la pata Fergus se queda en la cas de los dálmatas, pero este se aprovecha para vivir como rey. |       | |                               |                               |                                                       |                                                |                                                       |        |
| 33 | 17A   | «Fetch (LA)» «Asistente canina (ES)» «Fetch»                                                                                             | Jez Hall                      | Suzanne Lang                  | 26 de septiembre de 2019                              | 20 de abril de 2020                            | 20 de abril de 2020                                   | 133    |
| Dylan compra un Fetch (un elegante asistente electrónico) para que lo ayude a tener la casa organizada. |       | |                               |                               |                                                       |                                                |                                                       |        |
| 34 | 17B   | «No creas tanto en tu suerte (LA)» «No tientes a la suerte (ES)» «Don’t Push Your Luck»                                                  | Frédéric Martín               | Ciarán Morrison & Mock O’Hara | 29 de septiembre de 2019                              | 21 de abril de 2020                            | 20 de abril de 2020                                   | 134    |
| Dolly intenta ganar una competencia de patinaje, pero necesita mucha suerte para eso. |       | |                               |                               |                                                       |                                                |                                                       |        |
| 35 | 18A   | «La leyenda del ferrycan (LA)» «La maldición del barquero de canes (ES)» «The Curse of the Ferrydog»                                     | Miklos Weirgert               | Giles Pilbrow                 | 3 de febrero de 2020                                  | 12 de abril de 2020                            | 21 de abril de 2020                                   | 135    |
| Cuando Dylan descubre un antiguo artefacto Romano Dante y Portia tratan de hacerle una broma para que reciba una lección. |       | |                               |                               |                                                       |                                                |                                                       |        |
| 36 | 18B   | «Los muros tienen vida (LA)» «Las paredes están vivas (ES)» «The Walls Are Alive»                                                        | Althea Aseoche                | Nicole Paglia                 | 23 de febrero del 2020                                | 22 de abril de 2020                            | 21 de abril de 2020                                   | 136    |
| Los cachorros desaparecen uno por uno. Las paredes los están devorando, ¿o algo más está detrás de esto? |       | |                               |                               |                                                       |                                                |                                                       |        |
| 37 | 19A   | «Perros con diamantes (LA/ES)» «Diamond Dogs»                                                                                            | Jez Hall                      | Rebecca Hobbs                 | 4 de febrero de 2020                                  | 23 de abril de 2020                            | 22 de abril de 2020                                   | 137    |
| Dylan y Dolly se preocupan de que Dorothy haya robado el nuevo collar de diamantes de Clarissa. |       | |                               |                               |                                                       |                                                |                                                       |        |
| 38 | 19B   | «Dolly Policía (LA)» «De patrullaje (ES)» «Ride Along»                                                                                   | Frédéric Martin               | Rebecca Hobbs                 | 4 de febrero de 2020                                  | 24 de abril de 2020                            | 22 de abril de 2020                                   | 138    |
| Dolly acompaña a Perla en un patrullaje donde se da cuenta de que ser policía es más de lo que ella pensaba. |       | |                               |                               |                                                       |                                                |                                                       |        |
| 39 | 20A   | «Lobopoodle (LA)» «¡Lobo-caniche! (ES)» «Poodlewolf!»                                                                                    | Miklos Weirgert               | Giles Pilbrow                 | 5 de febrero de 2020                                  | 10 de agosto de 2020                           | 23 de abril de 2020                                   | 139    |
| La mente de Dylan queda atrapada en un juego de fantasía llamada Lobopoodle. |       | |                               |                               |                                                       |                                                |                                                       |        |
| 40 | 20B   | «La noche más larga (LA/ES)» «The Longest Night»                                                                                         | Frédéric Martin               | Giles Pilbrow                 | 5 de febrero de 2020                                  | 11 de agosto de 2020                           | 23 de abril de 2020                                   | 140    |
| Dolly y sus amigas les dan una lección a los chicos cuando las excluyen de un viaje de campamento. |       | |                               |                               |                                                       |                                                |                                                       |        |
| 41 | 21A   | «Acto de equilibrio (LA)» «Manteniendo el equilibrio (ES)» «Balancing Act»                                                               | Jez Hall                      | Kirsty Peart & Jess Kedward   | 6 de febrero de 2020                                  | 12 de agosto de 2020                           | 28 de diciembre de 2020                               | 141    |
| Dolly queda atrapada en una delicada situación de equilibrio. |       | |                               |                               |                                                       |                                                |                                                       |        |
| 42 | 21B   | «Dawkins contraataca (LA/ES)» «Dawkins Strikes Back»                                                                                     | Frédéric Martin               | Rebecca Hobbs                 | 6 de febrero de 2020                                  | 13 de agosto de 2020                           | 28 de diciembre de 2020                               | 142    |
| Después de sentirse desapreciado por Dylan y Dolly, Dawkins decide hacer huelga. |       | |                               |                               |                                                       |                                                |                                                       |        |
| 43 | 22A   | «La caída de Lobopoodle (LA)» «¡Caída del caniche! (ES)» «Poodlefall!»                                                                   | Jez Hall                      | Ishai Ravid                   | 10 de febrero de 2020                                 | 14 de agosto de 2020                           | 28 de diciembre de 2020                               | 143    |
| Dylan queda traumatizado cuando pierde en el juego de meza de Lobopoodle. |       | |                               |                               |                                                       |                                                |                                                       |        |
| 44 | 22B   | «La danza de los dálmatas (LA)» «Dotty bailando (ES)» «Dotty Dancing»                                                                    | Frédéric Martin               | Kirsty Peart & Jess Kedward   | 10 de febrero de 2020                                 | 17 de agosto de 2020                           | 28 de diciembre de 2020                               | 144    |
| Dylan le pide a D.J. ayudarle a aprender como bailar. |       | |                               |                               |                                                       |                                                |                                                       |        |
| 45 | 23A   | «Felices por siempre (LA)» «Y comieron perdices (ES)» «Yappily Ever After»                                                               | Jez Hall                      | Ishai Ravid                   | 11 de febrero de 2020                                 | 18 de agosto de 2020                           | 29 de diciembre de 2020                               | 145    |
| Cuando Dolly lastima a Hugo por accidente, Doug y Delilah hacen que ella sea la nueva sirvienta de Clarissa. |       | |                               |                               |                                                       |                                                |                                                       |        |
| 46 | 23B   | «Dylan el cómico (LA)» «Factor D (ES)» «D-Factor»                                                                                        | Ciarán Morrison & Mick O’Hara | Frédéric Martin               | 11 de febrero de 2020                                 | 19 de agosto de 2020                           | 29 de diciembre de 2020                               | 146    |
| Dylan, tratando de tener algo distintivo decide adentrarse a la comedia . |       | |                               |                               |                                                       |                                                |                                                       |        |
| 4748 | 24    | «Lo que sueñan los cachorros (LA)» «Sueño de cachorro (ES)» «Puppy Dreams»                                                               | Joonas Utti                   | Maria O’Loughlin              | 20 de febrero de 2020                                 | 23 de agosto de 2020                           | 30 de diciembre de 2020                               | 151152 |
| En este episodio se muestran los sueños de los cachorros. - Nota: Este episodio es una compilación de los cortos de la serie. |       | |                               |                               |                                                       |                                                |                                                       |        |
| 49 | 25A   | «El infierno de Dante (LA/ES)» «Dante’s Inferno»                                                                                         | Giles Pilbrow                 | Jez Hall                      | 22 de febrero de 2020                                 | 20 de agosto de 2020                           | 31 de diciembre de 2020                               | 147    |
| Dante se siente deprimido porque sus predicciones no se cumplen, por lo que Dylan y Dolly hacen que se hagan realidad, sin embargo Dante si predice que un mal regresará.                                                                     |       | |                               |                               |                                                       |                                                |                                                       |        |
| 50 | 25B   | «El mejor De Vil que conoces (LA)» «Más vale De Vil conocida (ES)» «Better the De Vil You Know»                                          | Giles Pilbrow                 | Jez Hall                      | 22 de febrero de 2020                                 | 21 de agosto de 2020                           | 31 de diciembre de 2020                               | 148    |
| La familia debe protegerse de que Hunter consiga su pelaje. |       | |                               |                               |                                                       |                                                |                                                       |        |
| 5152 | 26    | «A De Vil le gusta usar cachorros (LA)» «De Vil se viste con cachorros (ES)» «The De Vil Wears Puppies»                                  | Frédéric Martin               | Maria O’LoughLin              | 22 de febrero de 2020                                 | 21 de agosto de 2020                           | 1 de enero de 2021                                    | 149150 |
| Los dálmatas quedan Bajo Asedio cuando su más antigua enemiga regresa. Depende de Dylan y Dolly salvar a su familia de convertirse en un abrigo de piel, sin embargo, no estarán solos en el rescate.                                         |       | |                               |                               |                                                       |                                                |                                                       |        |

## Producción
Calle Dálmatas 101 se basa en un lanzamiento de Anttu Harlin y Joonas Utti de Gigglebug Entertainment de Finlandia para el equipo de animación original de Disney en Londres. El equipo desarrolló la trama con Passion Animation Studios , que produce la serie. La animación de los episodios fue realizada por Atomic Cartoons, un estudio con sede en Vancouver, Columbia Británica, Canadá, mientras que Gigglebug produjo una serie de cortos protagonizados por los personajes. Todos los episodios y cortos juntos están animados con Toon Boom Animation software. Originalmente 26 episodios con 48 segmentos de 11 minutos y 2 especiales de 22 minutos iban a estar en desarrollo, pero luego se cambió a 20 con 30 segmentos de 11 minutos y 5 especiales de 22 minutos. Luego se cambió nuevamente en 25 episodios con segmentos de 40-11 minutos y la misma cantidad de especiales aún intactos, aunque algunas fuentes dicen que hubo 26 en lugar de 25. De acuerdo con las tragamonedas de TV y los especiales divididos en dos partes de 11 minutos, se confirmó que el tiempo de ejecución de la serie es solo un episodio de 11 minutos y hace que el episodio cuente hasta 50. Los creadores afirmaron en el Festival Internacional de Cine de Animación de Annecy que nunca vieron el directo-secuela de video ,películas de acción en vivo o la serie original , y solo vieron la película original. A menudo tenían que hacer trampa cuando se trataba de mantenerse al día con 99 perros, por lo que hay algunos disparos en los que el número de cachorros va mucho más allá de 101.
La serie está dirigida por Miklos Weigert con los directores episódicos Jez Hall (comenzando con el episodio 19), Frédéric Martin (dirigiendo los episodios 25, 26, 32 y 34), y Maria O'Loughlin es la escritora principal. Cara Speller es la productora ejecutiva. El 9 de diciembre de 2018, anunció que actualmente se está planeando una segunda temporada.